# Karl Hoefelmayr

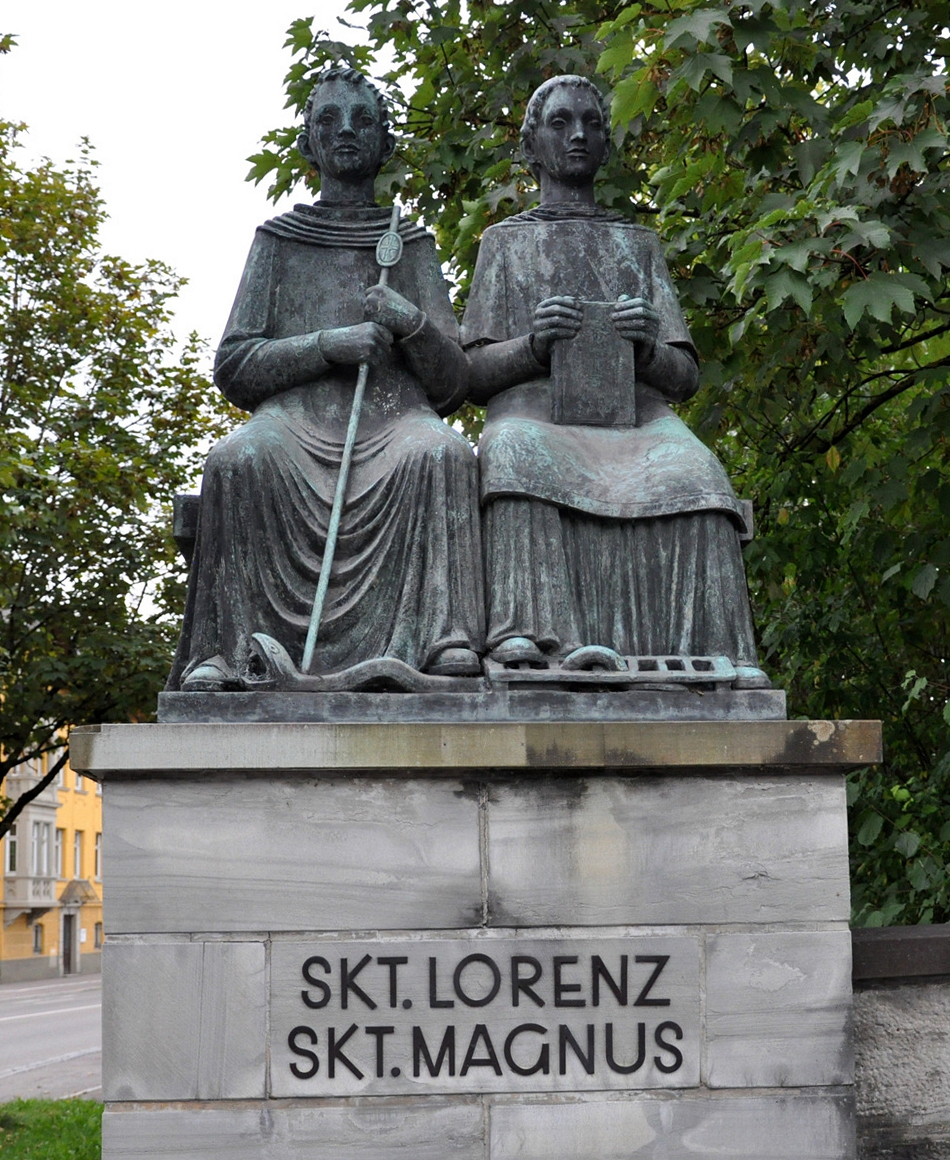
Skulptur St. Lorenz und St. Magnus (1951)

Karl Hoefelmayr (* 17. März 1907 in Kempten (Allgäu); † 20. August 1989 in Niederteufen, Schweiz) war ein Unternehmer und Kunstschaffender.

## Leben
Sein Abitur erwarb Karl Hoefelmayr am Humanistischen Gymnasium Kempten.
Er war nach dem Tod seines gleichnamigen Vaters ab 1940 mit seinem Bruder Hanns Leiter und Teilhaber der Kemptener Edelweiß-Milchwerke, die er im Jahr 1962 an den Unilever-Konzern veräußerte.
Als Kunstschaffender war er Bildhauer, Maler und Zeichner – er bildete sich autodidaktisch in diesem Bereich weiter. 
1969 siedelte Hoefelmayr in die Schweiz über.

## Auszeichnungen
- Kunstpreis der Stadt Kempten (Allgäu), 1974

## Werke (Auswahl)

### Bilderhauerei
- Statue Alkmene, Stein (Nationalsozialistische Große Deutsche Kunstausstellung 1939)[3]
- Plastik Äskulap als Stiftung des Bauunternehmens Alfred Kunz am Haupteingang zum damaligen Stadtkrankenhaus Kempten, Hoefelmayr gleichzeitig mit Kunz Stifter[4]
- Figurenspiel Turamichele im Augsburger Perlachturm (1949)[5]
- Plastik St. Lorenz und St. Magnus an St.-Mang-Brücke (1951)[6][7]

### Publikationen
- Meditationen in Formen und Farben. Schuler-Verlag, Stuttgart 1949.
- zusammen mit Georg Thürer: Skulpturen von Karl Hoefelmayr. E.Löpfe-Benz AG, Rorschach 1988, ISBN 978-3-85819-121-2.
- zusammen mit Georg Thürer: Auf entlegenen Pfaden. Zeichnungen aus vier Kontinenten. Nebelspalter-Verlag, Rorschach 1991, ISBN 3-85819-155-8.